# Wymiarki (Kętrzyn)
Wymiarki (deutsch Charlottenberg) ist ein Ort in der polnischen Woiwodschaft Ermland-Masuren. Er gehört zur Gmina Kętrzyn (Landgemeinde Rastenburg) im Powiat Kętrzyński (Kreis Rastenburg).

## Geographische Lage
Wymiarki liegt in der nördlichen Mitte der Woiwodschaft Ermland-Masuren, zwei Kilometer nordöstlich der Stadt Kętrzyn (deutsch Rastenburg).

## Geschichte
Das Gut Charlottenberg wurde als kleiner Hof im Jahre 1830 gegründet. Im Jahre 1905 zählte Charlottenberg 22 Einwohner und war bis 1945 ein Wohnplatz in der Stadt Rastenburg in Ostpreußen.
Nach der Abtretung des gesamten südlichen Ostpreußen an Polen im Jahre 1945 erhielt Charlottenberg die polnische Namensform „Wymiarki“. Heute ist der kleine Weiler nicht mehr in die Stadt integriert, sondern gehört als „część wsi Kruszewiec“ (= „Teil des Ortes Kruszewiec“ (Krausendorf)) zur Landgemeinde Kętrzyn (Rastenburg) im Powiat Kętrzyński (Kreis Rastenburg), von 1975 bis 1998 der Woiwodschaft Olsztyn, seither der Woiwodschaft Ermland-Masuren zugehörig.

## Kirche
Bis 1945 war Charlottenberg sowohl evangelischerseits als auch römisch-katholischerseits in die jeweilige Pfarrkirche der Stadt Rastenburg eingepfarrt, die zur Kirchenprovinz Ostpreußen der Evangelischen Kirche der Altpreußischen Union bzw. zum Bistum Ermland gehörten. Heute besteht der Bezug Wymiarkis zur Stadt Kętrzyn weiterhin, wobei diese nun der Diözese Masuren der Evangelisch-Augsburgischen Kirche in Polen bzw. dem Erzbistum Ermland zugeordnet ist.

## Verkehr
Wymiarki liegt an der nördlichen Ausfallstraße der Stadt Kętrzyn, die hier als einstige deutsche Reichsstraße 141 von der Trasse der polnischen Woiwodschaftsstraße 591 befahren wird und bis an die russische Grenze der Oblast Kaliningrad (Königsberger Gebiet) führt.
Die nächste Bahnstation ist Kętrzyn und liegt an der jetzt nur noch ab Korsze (Korschen) befahrenen Bahnstrecke Głomno–Białystok.